# Henipavirus
Henipavirus è un genere di virus a RNA a singolo filamento negativo appartenente all'ordine Mononegavirales e alla famiglia Paramyxoviridae. Il genere contiene un totale di 5 specie, tra cui Hendra virus e Nipah virus, che danno il nome al gruppo tassonomico.
Gli henipavirus sono naturalmente ospitati dai pipistrelli della frutta e dai microchirotteri di diverse specie e sono in grado di causare malattie zoonotiche, talora mortali, in un gran numero di ospiti fra cui gli animali domestici e gli stessi esseri umani.

## Storia
Il primo henipavirus scoperto è stato Hendra virus, nel settembre del 1994. Prima conosciuto come morbillivirus equino, ha infettato e causato la morte di 13 cavalli e del loro addestratore a Hendra, un sobborgo di Brisbane, in Australia.
Nel 1998 in un allevamento di maiali della Malaysia, venne identificato un focolaio di una malattia neurologica e con sintomi respiratori, che ha portato al contagio di 265 esseri umani e 105 morti. Si scoprì solo nel 1999 che si trattava di un virus che venne chiamato Nipah virus.
Nel 2009 sono state rilevate in Eidolon helvum, un pipistrello della frutta che vive prevalentemente in Ghana, tre sequenze di RNA appartenenti a tre nuovi virus in relazione filogenetica con i già noti henipavirus. La scoperta di questi nuovi henipavirus al di fuori dell'Australia e dell'Asia indica che la regione di potenziale endemicità degli henipavirus potrebbe essere mondiale.

## Struttura
Al microscopio elettronico, in preparazioni colorate negativamente, si osserva che gli Henipavirus sono virus pleiomorfi, ossia di forma varia, con struttura elicoidale del capside e diametro variabile da 40 a 600 nm. Possiedono una membrana virale composta da un doppio strato di lipidi, intervallati da numerose glicoproteine, che circonda esternamente l'involucro proteico della matrice virale. Il core virale comprende un'unica catena elicoidale dell'RNA genomico virale strettamente legato al nucleocapside e altri due antigeni proteici: la polimerasi P e la proteina di maggiori dimensioni L.
Sulla membrana virale sono evidenti, come protrusioni, trimeri di proteine F (fusione) e tetrameri di proteine G (di attacco). La funzione della proteina G è quello di attaccare il virus alla superficie di una cellula ospite tramite EFNB2, una proteina presente in molte cellule di mammiferi. La proteina F permette invece la fusione della membrana virale con la membrana della cellula ospite, permettendo la liberazione del contenuto del virione nella cellula infettata. La proteina F induce inoltre le cellule infettate a fondersi con le cellule vicine per formare i grandi sincizi multinucleati.

## Genoma
Come tutti i Mononegavirales, il genoma dei virus del genere Henipavirus è costituito da RNA a singolo filamento negativo non segmentato. La trascrizione procede dalla sequenza 3'-terminale dell'RNA. In entrambe le specie le dimensioni dei genomi è 18,2 migliaia di coppie di basi e contengono sei geni, corrispondenti a sei proteine strutturali. In comune con gli altri membri della sottofamiglia Paramyxovirinae, il numero dei nucleotidi nel genoma degli Henipavirus è un multiplo di sei, conosciuta come la regola dei sei. Deviazione dalla regola di sei, attraverso mutazioni o incompleta sintesi del genoma, porta a replicazione virale inefficiente, probabilmente a causa di vincoli strutturali imposti dal legame tra l'RNA e la proteina N.